# Destellos (programa de televisión)
Destellos fue un programa de televisión de investigación periodística emitido en la Región del Bío Bío, Chile. Se transmitía por Canal 9 Regional y era producido por la productora UAU Comunicaciones desde el año 2002, cuando se lanzó su primera temporada, hasta el cese de sus emisiones en 2012. Sus conductores fueron los periodistas Ximena Perone Chávez (2004) y Luis Yáñez Morales (2007-2012), quien además era el director periodístico del espacio desde su fundación.

## Historia
En 2002, el programa Destellos vino a llenar un espacio en la televisión regional, donde no existían programas periodísticos que trataran temas en profundidad. Desde siempre se ha transmitido en Canal 9 Regional, perteneciente a la familia Mosciatti, dueña también de Radio Bío-Bío, aunque es producido por la productora UAU Comunicaciones. Pronto surgieron otros programas similares a nivel local: en el canal TVU (Canal de Televisión de la Universidad de Concepción) nació "Latidos del Bío Bío" conducido por Hugo Varela que tuvo unas cuantas temporadas al aire, así como también el programa "Bitácora" de la Red Bío Bío de Televisión Nacional de Chile.
Dentro de su historia destaca ser el programa más longevo a nivel regional de estas características. Recordados son los reportajes sobre el caso de la desaparición de Jorge Matute Johns, el conflicto mapuche, la seguridad en los aeropuertos, la realidad de los trasplantes, las tragedias aéreas y forestales de la zona y los reportajes sobre la posibilidad de tsunamis que le valieron un reconocimiento de la prensa nacional. Otro hecho destacado es la integración de estudiantes de periodismo en la realización de algunos de los reportajes. Es así que alumnos de las Universidades del Desarrollo y Católica de la Santísima Concepción, participaron del proceso investigativo en forma integral, donde ellos mismos grabaron, entrevistaron, redactaron guiones, hicieron la locución del texto y editaron. 
Cuando el programa cumplió 10 años, en 2012, se generaron 5 capítulos que resumieron la década de reportajes que como centro tuvieron temas vinculados a la Región del Biobío.

## Maremoto en la Región del Bío Bío

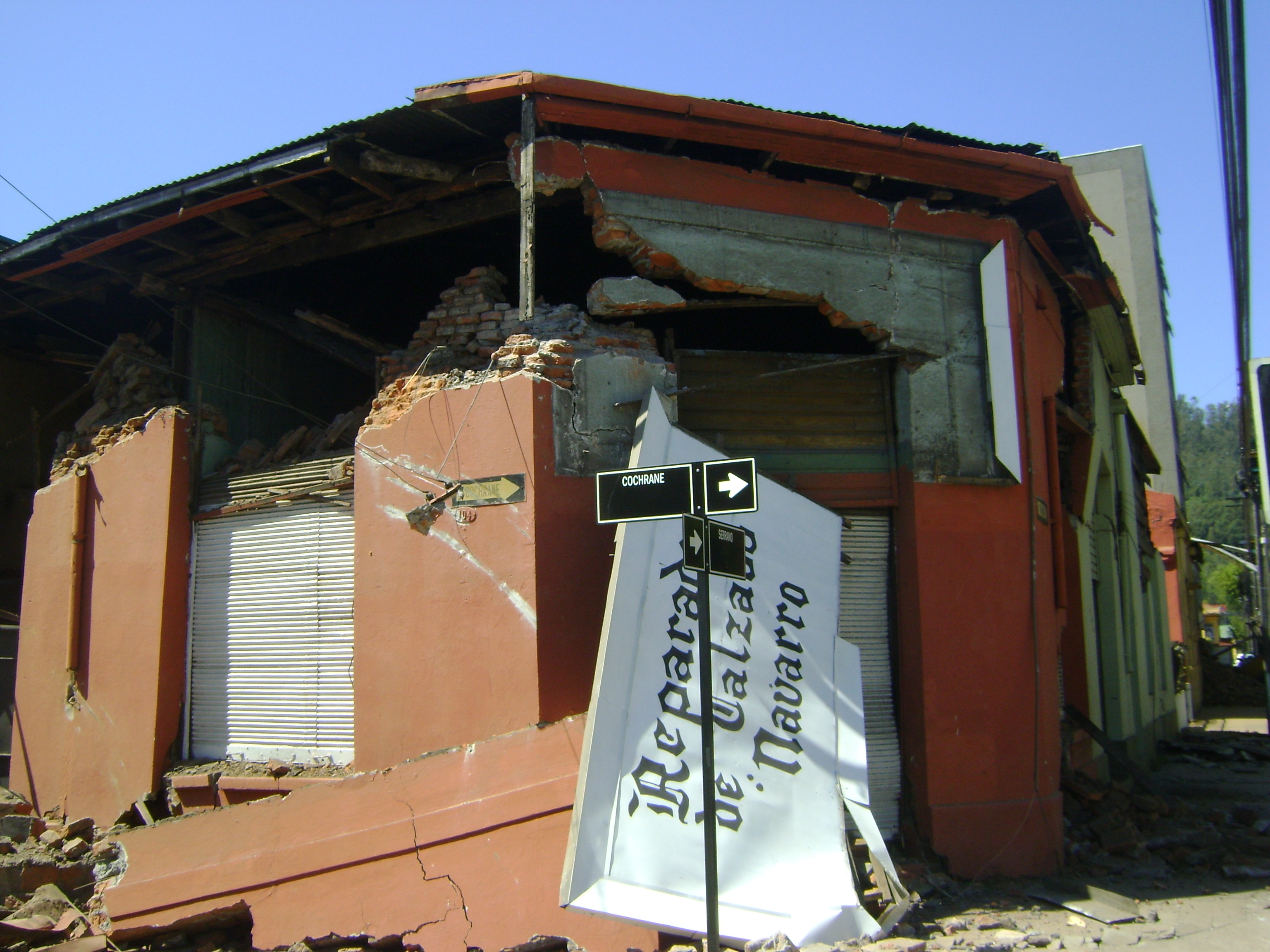
TerremotoChile2010

El equipo de Destellos, el año 2003, generó un reportaje de 45 minutos sobre la posibilidad de que ocurriera un maremoto en las costas de la Región del Bío Bío. En esta investigación denominada "Maremoto ¿estamos preparados?", se descubrió que cada siglo en la zona ocurría un tsunami, sin embargo, habían pasado 170 años sin que se registrará un movimiento telúrico de magnitud, por lo cual había que estar alertas por la energía que estaba acumulada. Lo otro que se denunció fue que los organismos de respuesta a emergencias, tanto municipales como del gobierno regional, no estaban preparados para enfrentar un hecho como este. 
En enero de 2005 ocurrió el fenómeno del Falso tsunami de Concepción, donde un rumor hizo que 50 mil personas huyeran a los cerros de las zonas costeras, dejando como saldo dos muertos y la certeza de que los equipos de emergencia no funcionaban como se esperaba. Destellos desarrolló 4 capítulos de 45 minutos cada uno tratando el tema nuevamente, pero con un acento en la educación para la población. 
El Terremoto de Chile de 2010, el sexto terremoto más fuerte en la historia mundial azotó fuertemente la región del Bío Bío en Chile. 525 personas perdieron la vida y 124 de ellas murieron producto del maremoto que le siguió el 27 de febrero a las 3:34 de la madrugada. Los organismos de emergencia, tanto locales como nacionales (ONEMI y SHOA), cometieron errores graves, lo cual obligó al gobierno de Sebastián Piñera a aplicar una serie de reformas para dar garantías de su óptimo funcionamiento en el futuro.   
El equipo realizador de Destellos vivió en carne propia el terremoto, sin embargo, salió a grabar imágenes el mismo día para generar 6 reportajes de 1 hora cada uno donde resumía los esfuerzos que se hicieron para advertir sobre las falencias detectadas en las temporadas anteriores, así como generar los reportajes que contaran lo que ocurrió en la región con el terremoto y maremoto. El especial se denominó "27-2 ¿Por qué fallamos?" y fue transmitido en el segundo semestre del 2010 por Canal 9 Regional.

## Premios y reconocimientos
El programa en 2002 recibió un Premio APES como Mejor Producción Regional y recibió 4 nominaciones a ese galardón en los años consecutivos. También, la II Zona Naval de la Armada de Chile , con asiento en el puerto de Talcahuano reconoció con una medalla el trabajo periodístico en el desarrollo del documental histórico “Heróes del Janequeo” el cual clasificó para participar en el Festival Internacional de Cine de Valdivia durante el 2003 en la categoría de Documental.  El 2006, el Gobierno Regional del Bío Bío le otorgó los fondos necesarios para realizar el especial de Destellos "Maremoto la Guía: a un año del falso tsunami", que trató de un inusual fenómeno sociológico que ocurrió en la región del Bío Bío en enero de 2005, donde 50 mil personas escaparon a los cerros de las zonas costeras, por un rumor que anunciaba el arribo de un tsunami. Al año siguiente, Destellos, ganó otro fondo para realizar el especial "Bomberos en Acción" que se transmitió a fines de 2008.